# Колокольчик сборный
Колокольчик сборный, или Колокольчик скученный, он же Бельфлёр пиренейский (лат. Campanula glomerata) — растение из рода Колокольчик, семейства Колокольчиковые.
Данный вид растёт в Азии (от Ирана до Японии) и в Европе. Интродуцирован в Северную Америку.

## Ботаническое описание
Стебель одиночный высотой 20—40, иногда до 60 см. Как правило, покрыт серебристыми волосками, редко — голый. Светло-лиловые цветы 1,5—3 см в длину собраны в соцветие в верхней части стебля. Иногда (редко) цветы белого цвета.

## Экология
Многолетнее, цветёт с июня по сентябрь. Растёт на сухих лугах, в зарослях, рвах.

## Хозяйственное значение и применение
Растение обладает противовоспалительным, обезболивающим и успокаивающим действием. В народной медицине настой травы применяют при лихорадочном состоянии, головной боли; наружно настой травы используют для полосканий при воспалительных процессах полости рта, горла и охриплости голоса, отвар травы — при купании детей, страдающих припадками. В прошлом его употребляли при укусах бешеных животных.
Продуктивность нектара за сутки одним цветком 2,5 мг, растением 168,1 мг. Цветков на одном цветоносном побеге 8,1 шт. В нектаре содержится 21,1% сахара. Продуктивность сахара в сутки одним цветком 0,5 мг, растением 35,42 мг. Продуктивность мёда цветком 0,7 мг, растением 44,3 мг. Продуктивность пыльцы пыльником 1,2 мг, растением 410,9 мг. Колокольчик скученный опыляют пчёлы: Halictus tumulorum, Andrena bicolor, Dasypoda hirtipes, Andrena paucisquama, Chelostoma rapunculi.

## Классификация

### Таксономия
Campanula glomerata L., 1753, Sp. Pl. : 166
Вид Колокольчик скученный относится к роду Колокольчик (Campanula) семейства Колокольчиковые (Campanulaceae) порядка Астроцветные (Asterales). Кладограмма в соответствии с Системой APG IV по состоянию на июнь 2023 года:
|  |                                      |  |                                   |                                   |                           |  | ещё 10 семейств | ещё 10 семейств |                       |  |                           |  | еще 457 подтвержденных видов и 125 видов, ожидающих подтверждения | еще 457 подтвержденных видов и 125 видов, ожидающих подтверждения |  |
|  |                                      |  |                                   |                                   |                           |  | ещё 10 семейств | ещё 10 семейств |                       |  |                           |  | еще 457 подтвержденных видов и 125 видов, ожидающих подтверждения | еще 457 подтвержденных видов и 125 видов, ожидающих подтверждения |  |
|  |                                      |  |                                   | порядок Астроцветные              |                           |  |                 |                 | род Колокольчик       |  |                           |  |                                                                   |                                                                   |  |
|  |                                      |  |                                   | порядок Астроцветные              |                           |  |                 |                 | род Колокольчик       |  | 15 внутривидовых таксонов |  |                                                                   |                                                                   |  |
|  | отдел Цветковые, или Покрытосеменные |  |                                   |                                   | семейство Колокольчиковые |  |                 |                 | Колокольчик скученный |  |                           |  |                                                                   |                                                                   |  |
|  | отдел Цветковые, или Покрытосеменные |  |                                   |                                   |                           |  |                 |                 |                       |  |                           |  |                                                                   |                                                                   |  |
|  |                                      |  | ещё 63 порядка цветковых растений | ещё 63 порядка цветковых растений |                           |  |                 | ещё 354 рода    | ещё 354 рода          |  |                           |  |                                                                   |                                                                   |  |
|  |                                      |  |                                   | ещё 63 порядка цветковых растений |                           |  |                 |                 | ещё 354 рода          |  |                           |  |                                                                   |                                                                   |  |

## Внутривидовые таксоны
- Campanula glomerata subsp. caucasica (Trautv.) Ogan.
- Campanula glomerata subsp. cervicarioides (Schult.) Arcang.
- Campanula glomerata subsp. daqingshanica D.Y.Hong & Y.Z.Zhao
- Campanula glomerata subsp. elliptica (Kit. ex Schult.) Kirschl.
- Campanula glomerata subsp. farinosa (Rochel ex Besser) Kirschl.
- Campanula glomerata subsp. glomerata
- Campanula glomerata subsp. hispida (Witasek) Hayek
- Campanula glomerata subsp. krylovii Olonova
- Campanula glomerata subsp. oblongifolia (K.Koch) Fed.
- Campanula glomerata subsp. oblongifolioides (Galushko) Ogan.
- Campanula glomerata subsp. panjutinii (Kolak.) Victorov
- Campanula glomerata subsp. serotina (Wettst.) O.Schwarz
- Campanula glomerata subsp. speciosa (Hornem. ex Spreng.) Domin
- Campanula glomerata subsp. subcapitata (M.Popov) Fed.
- Campanula glomerata subsp. symphytifolia (Albov) Ogan.

### Синонимы
- Campanula barbata Spreng.
- Campanula betonicifolia Gilib.
- Campanula conglomerata Gueldenst. ex Ledeb.
- Campanula eocervicaria Nábĕlek
- Campanula glomerata f. aggregata (Willd.) Voss
- Campanula glomerata f. pusilla (A.DC.) Hayek & Hegi
- Campanula glomerata subsp. aggregata (Willd.) Arcang.
- Campanula glomerata subsp. elliptica (Kit. ex Schult.) O.Schwarz
- Campanula glomerata subsp. salviifolia (Wallr.) O.Schwartz
- Campanula glomerata var. aggregata (Willd.) Spreng.
- Campanula glomerata var. congesta (Vest ex Schult.) Schur
- Campanula glomerata var. cordifolia Rohlena
- Campanula glomerata var. coriacea Fomin
- Campanula glomerata var. dahurica Fisch.
- Campanula glomerata var. elliptica (Kit. ex Schult.) DC.
- Campanula glomerata var. grandiflora Kuntze
- Campanula glomerata var. heterophylla Lapeyr.
- Campanula glomerata var. latibracteata Sommier & Levier
- Campanula glomerata var. longifolia Schloss ex Dalla Torre & Sarnth.
- Campanula glomerata var. minor Gray
- Campanula glomerata var. mollis Tausch
- Campanula glomerata var. nana Noulet
- Campanula glomerata var. nana Peterm.
- Campanula glomerata var. oblongata Trautv.
- Campanula glomerata var. ortleppii H.Lév.
- Campanula glomerata var. pusilla A.DC.
- Campanula glomerata var. ramosa K.Koch
- Campanula glomerata var. salviifolia Wallr.
- Campanula glomerata var. semgensis Husseinov
- Campanula glomerata var. sparsiflora A.DC.
- Campanula glomerata var. speciosa Hornem. ex A.DC.
- Campanula glomerata var. umbrosa Trautv.
- Campanula petraea All.
- Gentiana collina With.
- Syncodon glomeratus Fourr.
- Weitenwebera glomerata Opiz
- Weitenwebera glomerata var. mollis (Tausch) Opiz
- Weitenwebera glomerata var. nana Opiz
- Weitenwebera glomerata var. salviifolia (Wallr.) Opiz